# جعل مرگ (رمان)
جعل مرگ اولین رمان نویسنده آمریکایی هارلن کوبن است. این کتاب در سپتامبر ۲۰۱۰ توسط ساینت دوباره چاپ شد.

## داستان
کمی پس از ازدواج لارا اِرز و دیوید بسکین، یک تراژدی رخ می‌دهد. زمانی که برای ماه عسل در استرالیا هستند، دیوید برای شنا تن به آب می‌زند و دیگر برنمی‌گردد. لارای عزادار به دنبال حقیقت می‌گردد و با شبکه‌ای از دروغ و فریب رو به رو می‌شود.